# 劉昌赫

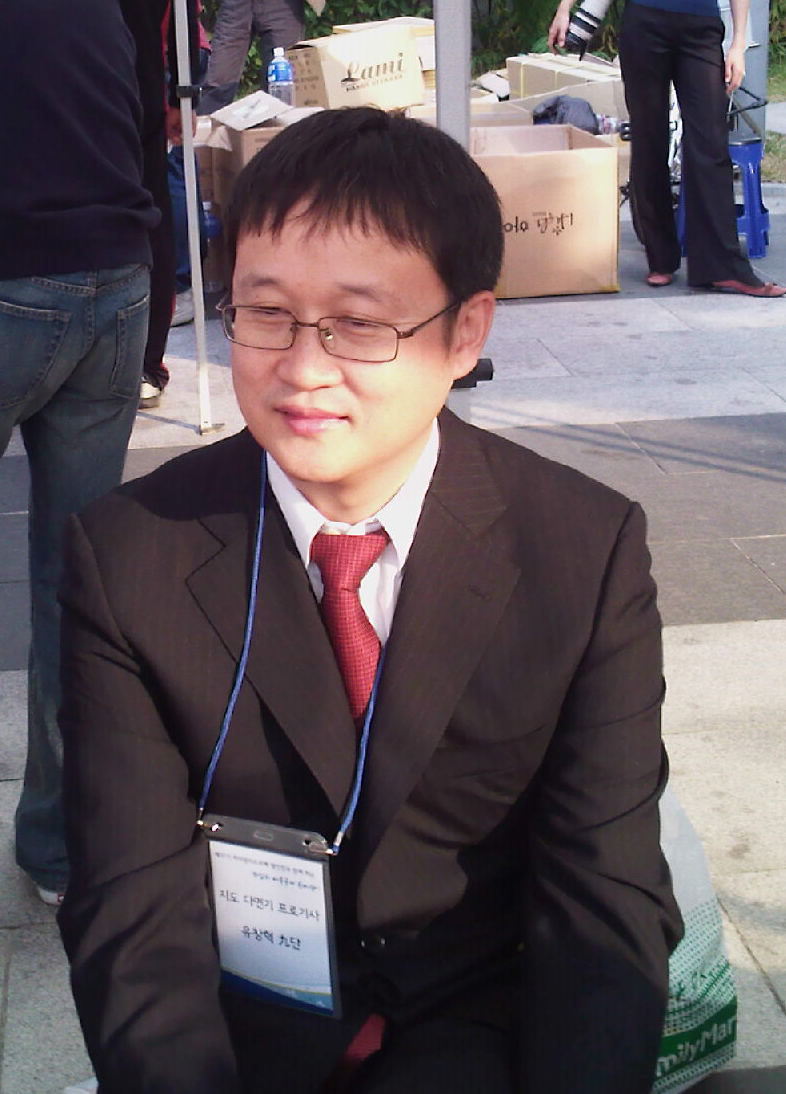
劉昌赫(2011年)

劉 昌赫（ユ・チャンヒョク、유창혁、りゅう しょうかく、1966年4月25日 - ）は、韓国の囲碁棋士。ソウル出身、韓国棋院所属、九段。王位戦4連覇など国内タイトル多数、世界囲碁選手権富士通杯など世界棋戦優勝6回。1990年代には曺薫鉉、徐奉洙、李昌鎬と並び四強と呼ばれた。攻めの強い棋風で「攻撃手」のニックネームを持つ。

## 経歴
7歳の時に父から碁を教わり、小学3年生の時に少年国手戦に優勝し3連覇。1979年小学6年で全国アマチュア囲碁選手権で優勝。中学3年で日中韓学生大会の代表。1983年最年少でアマチュア国手戦優勝。1984年18歳で世界アマチュア囲碁選手権戦に準優勝。同年、韓国棋院初段となる。沖岩高校卒業。1987年に兵役。
1986年に新王戦優勝。1989年、二段で大王戦で曺薫鉉に挑戦し、3勝1敗で初タイトル。1989年、第1期棋聖戦リーグ5勝2敗で、6勝1敗の曺薫鉉に次いで2位となり、曺薫鉉との決勝七番勝負に進むが2-4で敗退。1990年第2期は李昌鎬とのプレーオフを制して挑戦者となり、四段で曺薫鉉に挑戦し、4勝1敗1ジゴで奪取、曺、徐の二強に迫る若手として李昌鎬と並んで注目される。1991年に李昌鎬を4-3で破り王位戦優勝、以後4連覇。1993年、世界囲碁選手権富士通杯に優勝して世界棋戦初優勝、囲碁文化賞最優秀棋士賞受賞。1995年七段。1996年に推薦により九段昇段。その後、応昌期杯、三星火災杯、春蘭杯、LG杯などの世界選手権で優勝する。
2010年の「21世紀の朝鮮通信使-囲碁で信を通わせあう」に参加し来日、鞆の浦福禅寺 (福山市)で山田規三生、彦根市で山城宏と対局。2010年三星火災杯、2011年BCカード杯、2012年三星火災杯出場。2014年珠鋼杯世界囲碁団体選手権に韓国ワイルドカードチームで出場。
韓国囲碁リーグでは2009年に嶺南日報チームで優勝。中国甲級リーグ戦には2001、02、04年に出場。韓国囲碁棋士ランキングでは2005年9位。
韓国棋院理事を2006-19年、韓国棋院国家代表監督を2014-16年、韓国棋院事務総長を2016-18年に務めた。韓国棋院常務理事として、上位選手にのみ賞金を与える賞金制トーナメントの実施を提案し、2009年開始のBCカード杯世界囲碁選手権でこれを実現させた。門下に崔精。

### タイトル歴
国際棋戦
- 世界囲碁選手権富士通杯 1993、1999年
- 応昌期杯世界プロ囲碁選手権戦 1996年
- 三星火災杯世界オープン戦 2000年
- 春蘭杯世界囲碁選手権戦 2001年
- LG杯世界棋王戦 2002年
- 中日韓囲棋元老戦 2019年
- 1004島新安国際シニア囲碁大会 2021年個人戦

国内棋戦
- 新王戦 1986年
- 大王戦 1989年
- 棋聖戦 1990年
- 王位戦 1991-94年
- バッカス杯戦 1993年
- KBS杯バドゥク王戦 1995年
- テクロン杯プロ棋戦 1996年
- SBS杯連勝囲碁最強戦 1996-97年
- 倍達王戦 1998-99年
- マキシムコーヒー杯入神連勝最強戦 2001-02年
- 覇王戦 2003年
- KT杯マスターズプロ棋戦 2003年
- 電子ランドプライスキング杯韓国囲碁伝説 2016年

### その他の棋歴
国際棋戦
- 世界囲碁選手権富士通杯 準優勝 1994、2002年
- テレビ囲碁アジア選手権戦 準優勝 1996年
- 三星火災杯世界オープン戦 準優勝 1996年
- LG杯世界棋王戦 準優勝 1997、1998、2000年
- 東洋証券杯世界選手権戦 準優勝 1998年
- IBM早碁オープン戦 ベスト8 1989年（○田中秀春、○銭宇平、○武宮正樹、×大竹英雄）
- 中日韓聶衛平杯囲碁マスターズ 2019年3位
- 廬陽杯三国名人ペア碁戦 準優勝（崔精とペア） 2013年
- 国手山脈杯国際囲棋戦 2019年ペア碁戦3位（許瑞玹とペア）
- SBS杯世界囲碁最強戦 1991年 2-1（○小松英樹、○曹大元、×依田紀基）
- 真露杯SBS世界囲碁最強戦
  - 1993年 2-1（○宮沢吾朗、○兪斌、×依田紀基）
  - 1994年 0-1（×依田紀基）
  - 1995年 0-1（×劉菁）
  - 1996年 2-1（○陳臨新、○山城宏、×曹大元）
- ロッテ杯中韓囲碁対抗戦
  - 1996年2-0、1997年1-1
- 農心辛ラーメン杯世界囲碁最強戦
  - 2000年 0-1（×常昊）
  - 2002年 1-1（○中野寛也、×兪斌）
  - 2005年 0-1（×高尾紳路）
- 農心白山水杯世界囲碁シニア最強戦
  - 2024年 1-0（○依田紀基）
- CSK杯囲碁アジア対抗戦
  - 2002年 2-0（○淡路修三、○周俊勲）
  - 2003年 1-2（○董彦、×山下敬吾、×王銘琬）
  - 2004年 1-2（○王立誠、×依田紀基、×王檄）
- 珠鋼杯世界囲碁団体選手権 2013年 リーグ:3-2、準決勝:×崔哲瀚、3位決定戦:×常昊
- 塩城東方集団杯中韓囲棋団体名人選手権戦 2016年 2-1（○馬暁春、×常昊、○聶衛平）
- 扁康杯中韓囲棋国手友誼戦 2019年 2-0（○馬暁春、○馬暁春）
- 1004島新安国際シニア囲碁大会 2019年団体戦 2-1（○兪斌、×依田紀基、○王銘琬）
- 葫芦島碧桂园杯中日韓囲棋団体対抗戦 2021年 0-2（×兪斌、×小林覚）

国内棋戦
- 大舟杯プロシニア最強者戦 準優勝 2021年
- SG杯ペア碁大会 優勝 2012年（崔精とペア）
- 韓国囲碁リーグ
  - 2004年（汎洋建榮）2-5
  - 2005年（パークランド）1-5
  - 2006年（ワールド建設）10-4
  - 2007年（ワールド建設）9-3
  - 2008年（ワールド建設）3-7
  - 2009年（嶺南日報）1-3
  - 2010年（嶺南日報）2-9
  - 2012年（ネットマーブル）1-5
- GGオークション杯女流対シニア連勝対抗戦
  - 2011年 3-0（○権孝珍、○芮廼偉、○朴鋕恩）
  - 2012年 2-1（○金侖映、○金恵敏、×趙惠連）
  - 2014年 1-1（○呉政娥、×金恵敏）
- 更豪ホテル杯元老勝抜戦 2012年 1-1（○江鋳久、×曺薫鉉）
- 韓国棋院総裁杯シニア囲碁リーグ
  - 2016年（ソウルチュンアム）8-3
  - 2020年（ソウルデータストリームズ）13-1（最多勝）
  - 2021年（データストリームズ）11-3（最多勝）
- 中国囲棋甲級リーグ戦
  - 2001年（雲南香格里拉藏秘）
  - 2002年（雲南印象酒業）
  - 2004年（山東魯抗医薬）

## 代表局
「四強時代突入」第2期棋聖戦挑戦手合第6局 1990年12月6日 曺薫鉉棋聖(先番)-劉昌赫
白番の劉は右辺22手目(☆)から中央志向で局面を進め、白1(60手目)から17まで、中央黒を脅かしながら白模様を盛り上げて優勢となった。この後黒は左辺に突入して、コウ争いから黒は左辺を生きて、白は中央黒を切り取る分かれとなり、最後は白がヨセで差をつけて4目半勝ち。4勝1敗1ジゴで棋聖位獲得、賞金2700万ウォンを手にした。この2回目のタイトル以後多数のタイトルを獲得し、韓国碁界は曺徐二強時代から、李昌鎬を加えた四強時代へ突入した。